# Kugoni Trio
Het Kugoni Trio is een ensemble ontstaan aan het Koninklijk Conservatorium van Brussel in 2010.
Het trio bestaat uit Kurt Bertels (saxofoon), Bert Koch (piano) en Nicolas Dupont (viool). Het Kugoni Trio speelde in talrijke culturele centra in België en concerteerde al in heel wat prestigieuze Belgische concertzalen als het Paleis voor Schone Kunsten (Brussel), Flagey (Brussel), de Academiezaal (Sint-Truiden), AMUZ (Antwerpen) en het Concertgebouw Brugge. Bovendien kreeg het Kugoni Trio uitnodigingen voor festival- en cultuurdagen als Iedereen Klassiek (Brugge), Cultuurmarkt (Antwerpen), KlaraFestival (Brussel), BumaClassical (Utrecht) en Festival Van Vlaanderen. In het buitenland concerteerde het ensemble op uitnodiging in Nederland, Duitsland, Frankrijk, Engeland en Italië.

## Repertoire
De leden van kugoni Trio vonden elkaar in hun gezamenlijk enthousiasme voor energievolle kamermuziek en een 20ste- en 21ste-eeuwse repertoire, waarin onder meer composities van Ida Gotkovsky, Dmitri Sjostakovitsj, Astor Piazzolla en Paul Hindemith de revue passeren.
Een extra focus ligt op de Belgische muziek, waarbij Kugoni Trio componisten van eigen bodem aanspoort om te schrijven voor hun bezetting. Zo werd reeds het werk ‘Til Minne om Kjaerlighet’ (2012) van Erik Desimpelaere gecreëerd. Voorts schreven ook Jan Van Damme, Benjamien Lycke, Ruud Roelofsen en Bernd Van Hulle reeds werken voor het trio. Werken van de Belgen Paul Gilson, Franz Constant en Wouter Lenaerts behoren ook tot het repertoire. Voor hun bijdrage aan de verspreiding en uitvoering van Belgische muziek mocht het trio in 2017 de Fugatrofee van Unie de Belgische componisten ontvangen. 

## Prijzen
- Supernova (2014)[1]
- Forte-Limburg (2015)
- Gouden label 'jong talent' van Klassiek Centraal
- Fugatrofee (2017)[2]